# Cinema en 4D
|  | No s'ha de confondre amb Cinema 4D. |

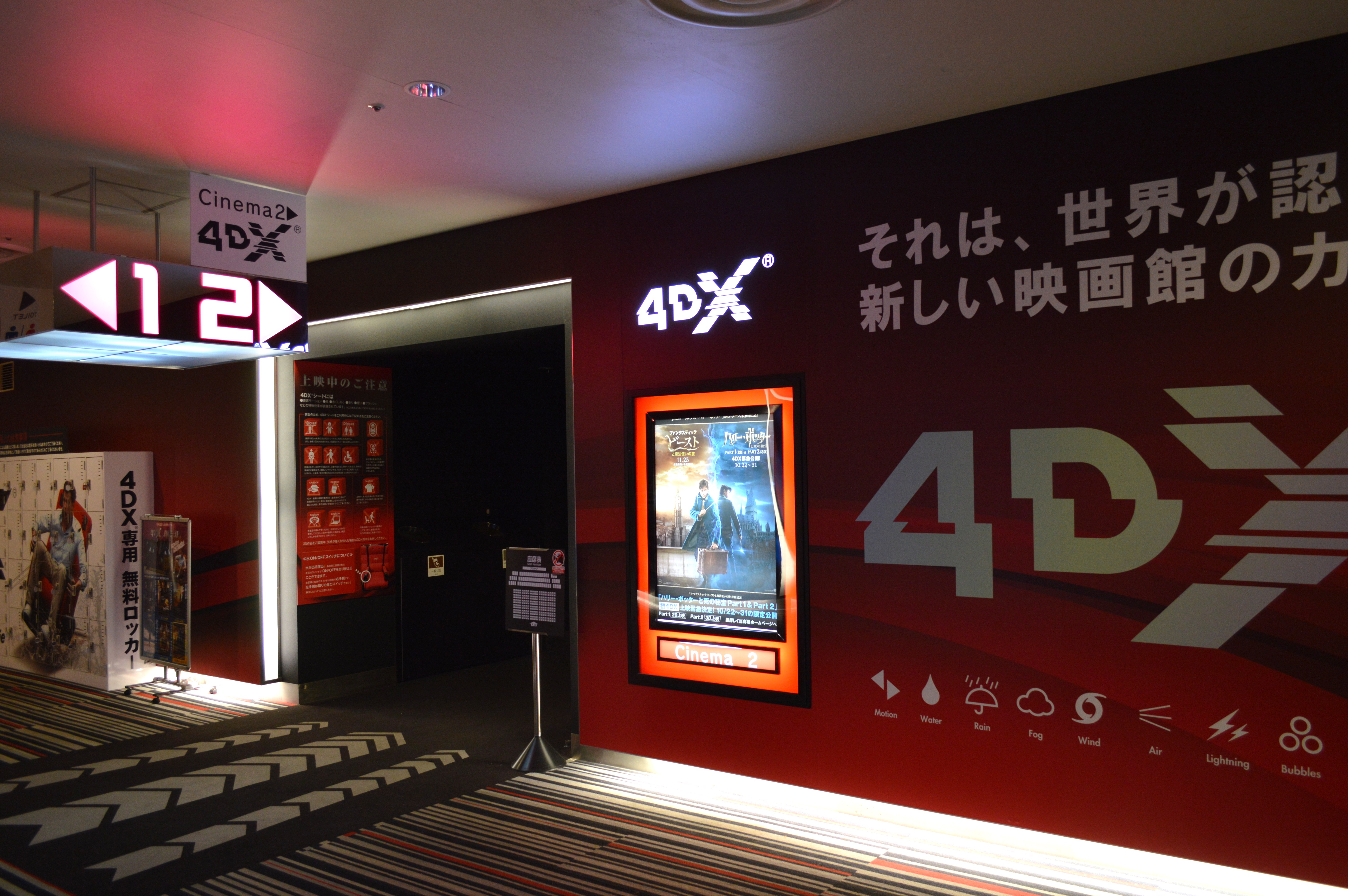
Sala de cinema en 4D

El cinema 4D és un sistema de projecció de pel·lícules que recrea a la sala de projecció les condicions físiques que es veuen a la pantalla, com pluja, vent, sorolls o olors, així com vibracions de les butaques i altres efectes, amb l'objectiu de generar una major immersió del públic respecte al cinema tradicional. Les sales de cinema en 4D poden projectar en format 3D o en 2D (format comú sense necessitat de lents 3D).

## Història del cine 4D
L'objectiu d'aconseguir una major immersió del espectador a la pel·lícula no apareix amb el cinema 4D, ja que al cinema clàssic ja es poden ressaltar alguns exemples de directos que van buscar mètodes i efectes visuals per aconseguir-lo. Un d'ells va ser William Castle, director, productor i actor nord-americà, qui ja va introduir a algunes de les seves projeccions efectes visuals i trucs per espantar i sorprendre a l'espectador. Per exemple, durant una projecció de la seva pel·lícula La casa del turó encantat (1958), un esquelet humà va sobrevolar la sala i a Calfred (1959) va manar que totes les butaques provoquessin descàrregues elèctriques. Més tard, va aparèixer la tecnologia Smell-O-Vision, un sistema que llibera determinats aromes en una sala de cinema, en aquell moment, a través del sistema de ventilació de la sala. La primera pel·lícula en utilitzar aquesta tecnologia va ser OromaRama, seguida per Scent of Mistery (1960), on les fragàncies sortien de les pròpies butaques.
Al 1974, es va intentar aconseguir la immersió del espectador a tavés d'na millora significativa dels sistemes d'audio. La pel·lícula Terretrèmol (1974) es va projectar acompayada d'un sistema d'altaveus que van incrementar la sensació de realisme del film. Encara que la pel·lícula va tenir una bona rebuda per part del públic, aquesta experiència de so, no. Al 1981, John Water va presentar Polyester, pel·lícula que es va projectar acompanyada d'efectes d'olor gràcies a la seva tècnica Odorama, molt similar a Smell-O-Vision.

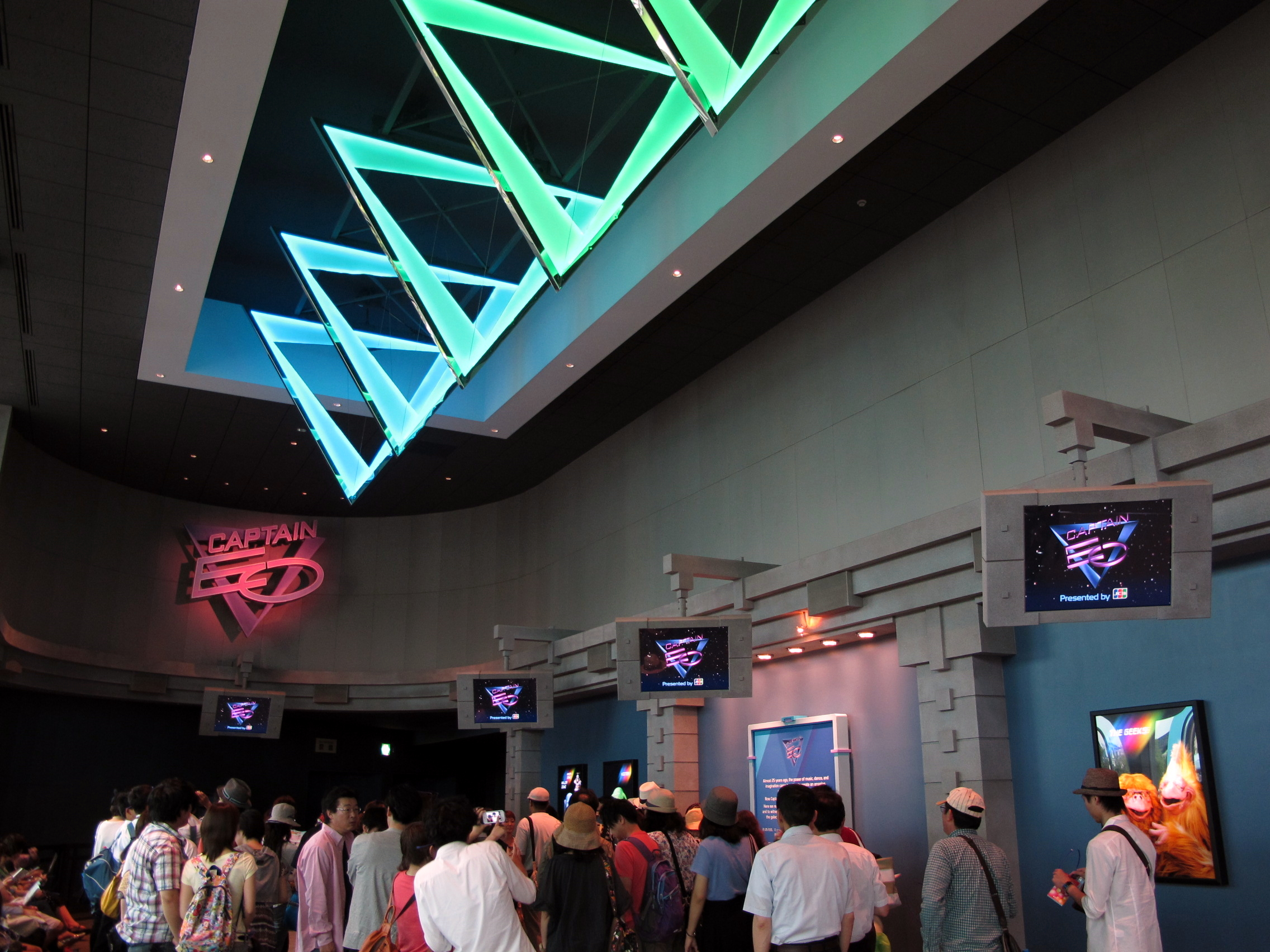
Sala de projecció del film Captain EO

No va ser fins al 1984 quan va aparèixer la que es considerada com la primera sala de cinema en 4D, anomenada The Sensorium, creada per Gary Goddart Entertainment al parc d'atraccions Six Flags, situat a Baltimore, EUA. Aquesta atracció va ser pionera en l'àmbit del cinema 4D, ya que després va ser imitada per altres parcs temàtics, fins i tot en l'actualitat. La sala oferia als visitants una projecció acompanyada de butaques que vibraven, fomentant així la immersió de l'espectador.
Va ser després de la creació d'aquesta sala quan altres parcs d'atraccions van voler acollir també una experiència en 4D. Un exemple destacable va ser el de Disney World a Hollywood, que al 1986 va presentar Captain EO, una pel·lícula dirigida per Francis Ford Coppola, produïda per George Lucas i protagonitzada per Michael Jackson, creada únicament per ser projectada en una sala de cinema en 4D del parc equipada amb làsers, fum i altres efectes visuals. També a aquest parc, al 1991 es va estrenar Mupper-Vision 3D, una experiència que barreja diferents efectes com bombolles o aigua amb el que podria ser el primer 3D de la història. Al 1994, ja amb un 3D molt més consolidat, les pel·lícules Cariño, he encogido a los niños i Cariño, he agrandado al niño es van traslladar a les sales 4D, que combinen un sistema de moviment de les butaques i el 3D.
Després de l'èxit d'aquest tipus d'experiències als parcs d'atraccions, la tecnologia 4D es va consolidar com un sistema per projectar pel·lícules fora del circuit comercial, sobretot a sales especials de parcs temàtics. Un dels motius van ser els possibles efectes secundaris que aquestes sales poden provocar. Per exemple, a una projecció en 4D al National Sea Life Centre de Birmingham, el realisme que es va aconseguir amb el moviment de les butaques amb la imatge 3D va causar marejos entre el públic.
Al 2009, la cadena sud-coreana d'exhibició cinematogràfica CJ-CGV va començar a presentar pel·lícules 4D a una sala de 88 seients amb Viatge al centre de la terra (2008), a la que després es van afegir nou noves pel·lícules més el mateix any. Tras l'èxit d'Avatar, la companyia va obrir tres sales més. Al 2010 es va anunciar el primer gran experiment amb aquesta tecnologia, el reestrena de Malson abans de Nadal al cinema El capitán, a Los Ángeles.

## Cinema 4D a Espanya
A Espanya, no hi ha cap sala de cinema que incorpori el sistema 4D, exceptuant les que es troben en alguns parcs d'atracció, temàtics o centres d'oci i entreteniment similars. Les pel·lícules que es projecten a aquestes sales solen ser experiències curtes. L'exemple amb més renom actualment és el del cinema 4D ubicat a L'Oceanogràfic de València, estrenat al 2017 com la sala amb aquesta tecnologia més gran d'Espanya. Situat a l'auditori Mar Vermell del complex, aquest cinema 4D de 190 localitats posa a disposició dels visitants dues pel·lícules diferents, una destinada al públic infantil i altres al públic adult.
Altres exemples de cinema 4D a Espanya son la sala Dididado, situada al Parc d'atraccions del Tibidabo a Barcelona i estrenada al 2012, l'atracció Cine 4D del Parc d'Atraccions de Madrid o la sala Templo de Kinetos al parc Terra Mítica de Benidorm.